# 이소룡
이소룡(영어: Bruce Lee, 중국어 간체자: 李小龙, 정체자: 李小龍, 병음: Lǐ Xiǎolóng 리샤오룽[*], 본명: 이진번, 중국어 정체자: 李振藩, 병음: Lǐ Zhènfān 리전판[*], 1940년 11월 27일~1973년 7월 20일)은 미국 샌프란시스코 태생의 중국계 미국인 무술 배우이자, 무술가, 영화 감독, 각본가이며, 절권도의 창시자이자 20세기를 통틀어 가장 큰 영향력을 가졌던 무술가이자 문화적 아이콘으로 평가된다. 그는 영화배우인 브랜든 리와 섀넌 리의 아버지이기도 하다.
그는 샌프란시스코에서 출생했지만 홍콩에서 성장했다. 그가 홍콩과 할리우드에서 제작한 영화는 기존 홍콩 무술 영화를 새로운 수준으로 끌어올렸다는 평가를 받았다. 덕분에 지금도 홍콩 액션 스타 계보의 원조격으로 평가받는다. 그가 제작한 영화는 이후 홍콩 뿐 아니라 세계 무술 영화에도 큰 영향을 미친다.

## 생애

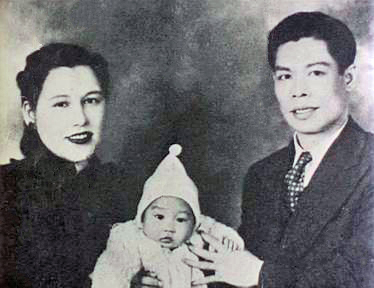
어머니(하애유)와 이소룡, 아버지(이해천) (1940년)

1940년 11월 27일 샌프란시스코 차이나타운의 중국 병원에서 태어났다. 그의 아버지 리하이취안(李海泉, 이해천, 1901년~1965년)은 중국인이었으며, 신자였던 어머니 그레이스 호(何愛瑜, 하애유, 1907년~1996년)는 중국인과 영국계 백인의 혼혈이다. 이소룡이 생후 3개월이었을 때 부모와 홍콩으로 돌아갔다.

### 엽문을 스승으로 섬김

엽문과 이소룡 (1958년)

이소룡은 홍콩에서 무용을 떨치던 그의 스승인 엽문을 사사(師事)하여 영춘권을 배웠고, 공력권, 홍가권, 권투, 펜싱 등을 배웠다. 아울러 한국인 태권도 고수 이준구 사범과 교류하면서 태권도의 발차기를 배워 자신의 절권도를 정립하는데 도움을 받았다.

### 미국행
이소룡의 신변을 걱정하던 부모는 이소룡을 미국으로 보내 자신들의 오랜 친구와 지내게 하기로 결심했다. 이소룡은 단돈 $100을 지니고 미국으로 향했다. 샌프란시스코에서 잠시 지낸 후 이소룡은 시애틀로 옮겨 역시 아버지의 친구였던 루비 초우(Ruby Chow) 밑에서 일하게 된다. 1959년 이소룡은 시애틀에서 에디슨 기술 고등학교(Edison Technical School)를 졸업했다. 그는 워싱턴 대학교(University of Washington)에 진학하여 철학, 연극, 심리학 등을 공부한다. 1964년에 결혼하게 되는 미래의 배우자 린다 에머리를 만난 것도 바로 워싱턴 대학에서다.

#### 로만 폴란스키가 살인사건 연루
이소룡은 싸움을 굉장히 잘 해서 그 점을 인정받아 샤론 테이트의 무술 과외 선생으로 채용되었다. 하지만 그 시기에 수전 앳킨스 등 찰스 맨슨 일당이 로만 폴란스키 & 샤론 테이트 부부의 집을 습격해 임산부인 샤론 테이트와 그녀의 손님들, 그 집에서 일하는 직원들을 전부 몰살시키는 사건이 일어났다. 이 때문에 일시적으로 샤론 테이트 살해범으로 누명을 썼으나, 진범인 수전 앳킨스 등이 체포당하자 누명을 벗었다.

### 결혼

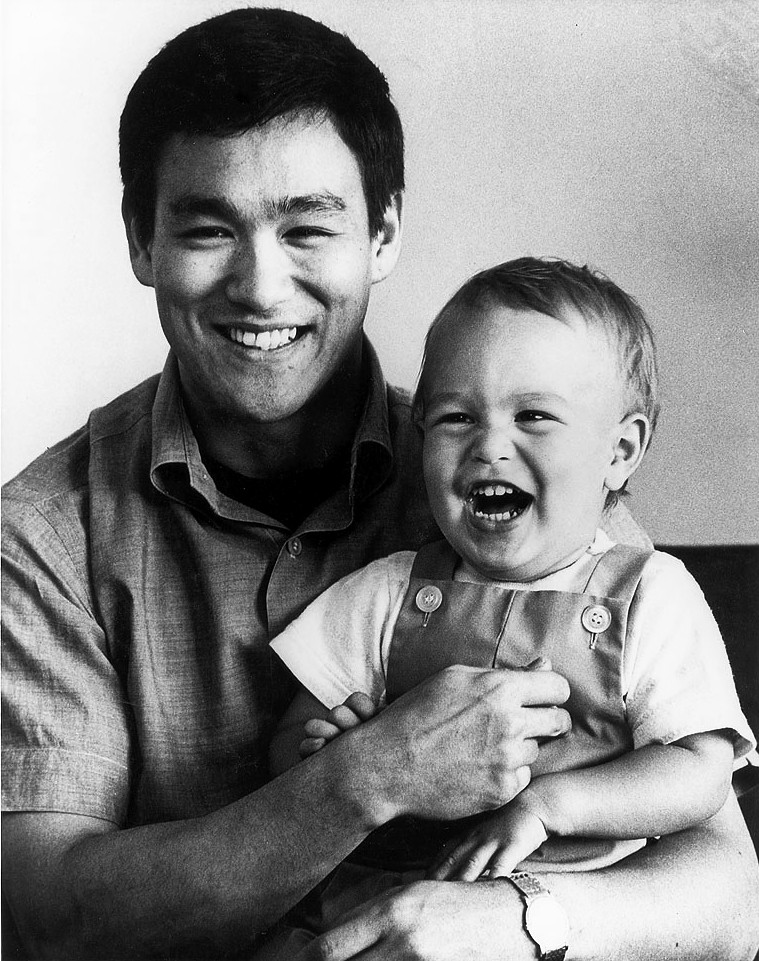
이소룡, 아들 브랜든 리 (1966년)

그는 린다 에머리와의 사이에서 브랜던 리(1965년~1993년)와 섀넌 리(1969년~) 1남 1녀를 두었다. 영화 배우가 되었던 브랜든 리는 1993년 영화 《크로우》를 촬영 도중 총기 오발 사고로 사망했으며, 섀넌 리는 1990년대에 몇몇 저예산 영화에 출연하였다.

### 이름
이소룡이 출생했을 때 붙여진 광동식 이름은 진번(振藩)이었다. 그가 태어나자 메리 글러버 박사가 '브루스(Bruce)'라는 이름을 지어주었는데, 당시 그의 어머니는 영어 이름을 준비해 놓지 않은 상태여서 그 이름이 적절하다고 생각했다. 하지만 이소룡의 영어 이름은 그가 라사이 칼리지(La Salle College)에 입학하기까지는 가족들 사이에서 불리지 않았다.

### 경찰 연행 사건
이소룡이 19살이던 1959년 4월에 싸움에 휘말려, 상대방을 크게 다치게 하여 경찰에 연행되었다.

## 연기 경력

### 아역출연
이소룡의 아버지는 유명한 광둥 경극 배우였으며, 아버지의 뒤를 이어 아주 어린 나이부터 영화를 접하게 되었고, 생후 3개월에 《금문녀》라는 영화로 데뷔하였다. 그가 18세가 되었을 때 이미 그는 스무 편의 영화에 출연한 상태였다.

### 텔레비전 시리즈 출연
미국에 체류하던 시절인 1958년에서 1964년까지 그는 오직 무술만을 연마하며 영화계와는 떨어져 지냈다. 하지만 1964년 롱비치 가라데 토너먼트에서 이소룡이 보인 고도의 무술 시범은 당시 미국에서 가장 잘 알려진 무술가였던 윌리엄 도지어(William Dozier)의 눈에 띄게 된다. 도지어는 곧 이소룡을 불러 오디션을 치르는데 그의 전광석화 같은 동작은 제작자들에게 깊은 인상을 남기고 결국 TV 시리즈 《그린 호넷》(The Green Hornet)에서 밴 윌리엄스(Van Williams)와 더불어 가토(Kato) 역을 맡게 된다. 이 시리즈는 1966년부터 1967년까지 한 시즌만을 상영하고 종료되었다.

### 말로우
1969년 이소룡은 처음으로 미국 영화 《말로우》(Marlowe)에 출연하였다. 그는 폭력배로 출연하여 사립 탐정인 필립 말로우(제임스 가너 분)를 위협하는 역할을 맡았는데, 말로우를 걷어 차려다 건물 옥상에서 떨어져 죽는 역을 연기했다.

### 롱 스트리트
1971년 이소룡은 TV 드라마 《롱스트리트》(Longstreet)에 4개의 에피소드에 걸쳐 무술 선생으로 출연하게 된다. 이후 이소룡은 자신의 아이디어로 《The Warrior》라는 시리즈를 제안하게 되는데, 일설에 의하면 이소룡의 이 아이디어는 《쿵후》(Kung Fu)로 이름이 바뀌게 되었다고 하는데, 만약 이것이 사실이라면 워너 브러더스는 이소룡의 노력에 아무런 언급도 하지 않았다는 것이 된다. 미국 서부를 배경으로 소림사 무술가의 역할은 무술가가 아닌 데이비드 캐러딘에게 주어진다. 그 이유는 당시 중국인이 주인공으로 출연하는 작품은 미국 대중이 받아들이지 못할 것이라는 생각 때문이라고 한다.

### 홍콩 골든 하베스트에서의 활동
미국 상영물에서 자신의 조연적 역할에 만족하지 못한 이소룡은 홍콩으로 돌아가는데, 골든 하베스트 (Golden Harvest) 대표 추문회(鄒文懷; Raymond Chow)로부터 영화 출연 계약을 제시 받게 된다. 이소룡은 1971년 개봉작 《당산대형》(唐山大兄; The Big Boss)에서 첫 주연을 맡는데, 이 영화는 아시아에서 선풍적인 인기를 끌고 순식간에 그를 스타덤에 올려놓는다. 이후 그는 다시 두 개의 성공작을 찍게 되는데, 바로 《정무문》과 《맹룡과강》이다. 특히 《맹룡과강》에서는 그가 극작가, 감독, 주연, 그리고 무술 안무까지 총괄하는 역할을 맡게 된다. 1964년 미국 캘리포니아, 롱비치에서의 시범을 통해 그는 가라데 챔피언이었던 척 노리스를 만났었다. 이 인연을 계기로 《맹룡과강》에서 로마, 콜로세움의 최후 결투 씬으로 그를 출연시키게 된다.

#### 용쟁호투
1973년 이소룡은 골든 하베스트사와 워너 브러더스사의 최초의 공동 제작 작품인 《용쟁호투》의 주연을 맡게 된다. 이 영화로 인해 이소룡은 미국과 유럽에서도 큰 명성을 떨치게 되었다. 이소룡은 이 때 알게 된 당시 엑스트라 배우인 청룽(성룡)을 후원해 준다. 하지만 이 작품의 촬영이 종료되고 몇 달 후, 그리고 불과 개봉 3주 전에 이소룡은 갑작스레 사망하고 만다. 《용쟁호투》는 그해 최고 수입을 올린 영화가 되었고 이소룡을 무술의 전설로 남기게 된다. 《용쟁호투》의 제작비는 1973년 당시 US$ 850,000였다. 지금까지 《용쟁호투》는 전 세계에서 2억 달러의 수익을 올렸다. 더군다나 《용쟁호투》라는 영화를 모티브로 해서 《더블 드래곤》이라는 비디오 게임도 만들어졌다.
《용쟁호투》의 감독인 로버트 클라우스(Robert Clouse)는 이소룡이 각본을 쓰고 연출하려다 못다 끝낸 《사망유희》를 완성시키려 시도했다. 이소룡은 이미 《사망유희》를 위해 40분 이상의 촬영을 마친 상태였다. 로버트 클라우스는 1978년 새로운 줄거리와 캐스팅을 가지고 대역과 이소룡의 다른 영화 장면을 사용하여 완성시킨다. 하지만 이 짜깁기 영화는 이소룡이 찍은 40분 중 15분만을 포함하고 있으며 나머지는 대역을 사용하고 있다. 이 영화에서 빠진 나머지 촬영분은 22년 후 발견되어 다큐멘터리 《이소룡: 전사의 일대기》에서 공개되었다.

## 척 노리스와의 인연
1964년 미국 캘리포니아주의 롱비치에서 있었던 무술 시범을 관람하기 위해 이소룡이 나타났는데 그 곳에서 무술 시범을 하는 척 노리스를 만났다. 이소룡은 노리스의 무술 시범에 감탄하여 자신이 출연하는 영화에 같이 출연하자는 제의를 했고 노리스는 이를 흔쾌히 응했다. 이 후 두사람은 절친이 되었으며 노리스는 이소룡의 영화에서 활약하게 되었다. 두 사람은 1940년 생 동갑내기였기 때문에 마음이 잘 통했다. 때문에 영화를 촬영할 때 호흡을 맞추기도 쉬웠다고 한다.

## 성룡과의 인연
영화 《용쟁호투》에서 이소룡은 많은 적들을 차례로 때려눕히게 되어 있었다. 당시 성룡은 엑스트라였으며 영화 용쟁호투가 액션영화임에도 불구하고 스턴트맨을 별로 사용하지 않아 엑스트라가 스턴트까지 하게 되었다. 여기에서 성룡은 이소룡에게 맨 마지막으로 매를 맞고 쓰러지는 역할이었다. 그런데 여기서 이소룡은 성룡을 잘못 때려 크게 다치게 했다. 너무나 미안해 했던 이소룡은 성룡에게 여러 번에 걸쳐 사과를 되풀이했다. 그 이후 이소룡은 너무나 미안한 마음이 들어 성룡을 연기자로서 대성시키는 계기를 만들어줬다고 한다. 그래서 성룡은 이소룡을 잊을 수 없는 은인 중의 은인이라 회고했다. 물론 이소룡 입장에선 얼굴 좀 익은 귀여운 엑스트라 중 한명이였겠지만, 당시 무명이던 성룡 입장에선 이런 인연이 각별하게 와닿았을듯 하다.

## 죽음
이소룡의 죽음은 1973년 5월 10일의 사건에서 어느 정도 예견되었다. 이소룡은 골든 하베스트 스튜디오에서 《용쟁호투》 더빙 작업 도중 갑자기 쓰러지게 된다. 전신 발작과 뇌부종으로 그는 긴급히 홍콩 침례교회 병원(Hong Kong Baptist Hostpital)에 실려가는데 의사들은 마니톨(Mannitol)을 투여하여 그를 살릴 수 있었다. 이 증상들은 이후 그가 사망한 날 다시 나타나게 된다.
1973년 7월 20일 홍콩, 이소룡은 제임스 본드였던 조지 라젠비와의 저녁 약속을 앞두고 있었다. 이소룡은 그와 이후에 영화를 제작할 생각을 가지고 있었다. 이소룡의 배우자인 린다에 의하면 이소룡은 골든 하베스트사 제작자인 레이먼드 초우와 2시에 만나 《사망유희》 제작에 대해 의논하였다. 레이먼드 초우와 이소룡은 4시까지 함께 있다가, 이소룡의 친구이자 대만 여배우였던 베티 팅 페이(Betty Ting Pei)의 아파트로 운전하여 갔으며, 세 사람은 페이의 집에서 극본을 검토했다. 초우는 저녁 식사 약속을 위해 떠났다.
잠시 후, 이소룡은 두통을 호소했고, 팅 페이는 아스피린과 근이완제가 포함되어 있는 이쿠아제식(Equagesic)이라는 진통제를 건네줬다. 오후 7시 30분 경, 이소룡은 잠이 들었다.
이소룡이 약속된 저녁 식사에 나타나지 않자, 초우는 팅 페이의 아파트로 돌아왔지만 이소룡은 깨어나지 않았다. 의사를 불러 10분간 소생을 시도한 후 실패하자 이소룡은 구급차에 실려 퀸 엘리자베스 병원(Queen Elizabeth Hospital)로 후송된다. 하지만 병원에 도착했을 때 그는 이미 숨져 있었다. 외상은 전혀 없었다. 그러나 그의 뇌는 크게 부어올라 있었다.(1400에서 1575그램으로). 이소룡은 겨우 향년 33세였다.

#### 부검
부검 결과 체내에 이쿠아제식과 미량의 대마초 성분이 검출되었다. 2005년 10월 15일 인터뷰에서 초우는 이소룡이 Equagesic의 근육 이완제 - 진통제에 일반적으로 들어가는 성분인 - 에 예민 반응을 일으켜 사망했다고 설명했다. 이소룡의 공식 사인은 '과실사(death by misadventure)'로 발표되었다.
하지만 이소룡이 처음 쓰러졌을 때 그를 치료한 랭퍼드(Langford) 박사는 다음과 같이 설명했다.
| “ | 나는 이소룡의 죽음이 대마초와 연관이 있을 것이라는 내 추측에 의심의 여지가 없다고 생각한다. 이쿠아제식은 이소룡의 죽음과 아무런 상관이 없다고 본다. | ” |

10만건 이상의 부검의 경력을 가진 R. D. 티어(R. D. Teare) 교수는 이소룡의 죽음 건에 배치된 최고의 권위자였다. 그는 대마 성분의 검출은 우연에 불과하며 그것이 이소룡의 죽음을 야기했다고 이야기하는 것은 "무책임하고 비이성적"이라고 덧붙였다. 그의 결론은 성분에 대한 과민 반응에 의한 뇌부종으로 인한 사망이었다. 피터 우 박사(Dr. Peter Wu)의 초기 소견은 이소룡의 사인은 대마와 이쿠아제식 둘 다에 의해서라는 것이었지만, 이후 그는 대마에 의한 사망이라는 소견에는 무리가 있다고 입장을 바꿨다.
그럼에도 여전히 그의 사망 원인을 두고 왈가왈부가 이어지는 것은 그만큼 이소룡이란 대스타가 젊은 나이에 요절한 것이 안타까운 팬들이 많다는 방증일지도 모른다.

### 장례
이소룡 사후 그의 아내 린다는 시애틀로 돌아와 레이크 뷰 공원묘지(Lakeview Cemetery) 276번에 안장했다.. 스티브 맥퀸, 척 노리스 등이 운구를 맡았다.
이소룡의 전설적인 위치, 젊은 나이에 괴이한 죽음을 맞이했다는 사실은 그의 사인에 대한 수많은 이야기를 만들어 냈다. 삼합회에 의한 살해, 그리고 그의 가족이 저주를 받았다는 저주론 등이 대표적이다.
특히 "저주론"은 20년후 그의 아들 브랜든 리마저 28세의 나이에 영화 《크로우》 촬영 도중 총기오발사고로 죽음을 맞이함으로써 더욱 널리 퍼지고 있다. 크로우는 그의 아버지 이소룡의 마지막 영화였던 《사망유희》와 마찬가지로 브랜든 리의 사후에 개봉되었고 컬트의 지위를 얻게 된다. 브랜든 리는 그의 아버지 곁에 묻히게 된다.

## 기타
이소룡의 근육은 벌크(크기)는 떨어지는 대신 극단적으로 데피(밀도)가 발달한 몸매를 가졌었다. 특히 보디빌더들도 감탄할 정도로 벌크 대비 넓은 광배근은 지금도 회자되는 부분. 밑가슴의 질감도 대단하다.
성룡, 홍금보 등과 함께 영화사 골든 하베스트 소속 배우 중 하나인 그가 찍은 작품으로는 《당산대형》, 《정무문》, 《맹룡과강》, 《용쟁호투》, 《사망유희》 등이 있다.
헐리웃 배우 샤론 테이트가 살아생전 그녀의 무술 과외 선생이었다. 그 때문에 찰스 맨슨의 일당 중 수전 앳킨스 등 4명이 로만 폴란스키의 집을 습격해 샤론 테이트 등 여러 명을 살해한 사건이 발생했을 때 이소룡이 용의선상에 오르기도 했으나 진범인 수전 앳킨스 등 4명 모두 체포당해서 용의선상에서 벗어났다.
《사망유희》는 제작 도중 이소룡이 사망하여 한국 출신인 김태정을 대역으로 하여 완성되었다.
이소룡의 마지막 기획 작품은 후에 왕우가 타이틀롤을 맡은 《직도황룡(直搗黃龍;The Man from Hong Kong/ 한국개봉명: 스카이하이)》이다. 골든 하베스트와 호주의 합작 형식으로 제작되었으며, 사망유희 제작 후 이소룡의 차기작으로 예정되었었다. 이소룡의 죽음으로 왕우가 대신 주연을 하였으며 제임스 본드 배우로 당시 유명했던 조지 레이전비가 출연한다.
미국의 연예 전문 잡지 '엔터테인먼트 위클리' 인터넷 판에서 보도한 '탁월한 액션 배우 25명'에서 11위를 차지했다.
아들 '이국호'는 대가 단절되었지만 딸 '이향응'은 슬하에 '렌 키슬러(2003년~)'라는 딸을 두었다. 렌 키슬러는 이소룡의 외손녀이다.

## 유행어
- 아뵤~ - 이소룡이 극중에서 싸울 때 엄지손가락으로 코를 쓸며 외치는 소리. 이 특유의 모습이 인상적이었는지 지금까지도 패러디가 이어지고 있다.

이소룡의 괴조음을 표현한 '아뵤'의 유래는 한국의 70년대 이소룡 만화를 그린 '지철'이라는 화백의 만화에 처음 등장한다.

## 패러디
- 여러 게임에서 이소룡을 패러디한 흔적을 볼 수 있는데 이소룡을 패러디하여 탄생된 캐릭터들은 다음과 같다.
  - 켄시로 - 북두의 권
  - 마샬 로우, 포레스트 로우 - 철권
  - 드래곤 킴 - 월드 히어로즈
  - 페이롱 - 스트리트 파이터
  - 쟌리 - 데드 오어 얼라이브
  - 리우 캉 - 모탈 컴뱃
  - 우롱 - 이얼쿵푸의 아케이드 판 주인공
  - 블루스 - 이얼쿵푸의 아케이드 판 최종 상대
  - 리 - 이얼쿵푸의 MSX 판, 패미콤 판 주인공
  - 진 - 마샬 챔피언
- 그외
  - DC 인사이드 등에서 굴다리 밑과 10초 얘기를 하는 싱하형이라는 인물
  - 짜장소녀 뿌까에 등장하는 캐릭터인 아뵤
  - 신의탑에 등장하는 캐릭터인 이수
  - 하루마키 류 (이대룡) - 괴짜 가족(원제: 우라야스 철근 가족)에 등장하는 담임 선생, 원래부터 어릴 적의 모범생이었다가 UFO에 납치당하고 두뇌개조 수술을 당하면서 바보로 전락당하고 말았기 때문에 무술 실력이 없다.
  - 아케이드 게임 더블 드래곤 - 테크노스 저팬이 제작했던 액션 게임, 등장하는 적들의 일부는 용쟁호투에 등장하는 적들의 이름을 따다 붙였으며 이소룡의 용쟁호투를 모티브로 만든 게임이 더블 드래곤이다.

## 이소룡을 연기한 배우
- 브루스 라이 - 1976년 영화 《굿바이 브루스 리》에서 이소룡 역.
- 여소룡 - 1980년 영화 《브루스 리의 클론들》에서 이소룡 역.
- 하종도 - 1976년 영화 《BRUCE LEE THE MAN, THE MYTH》 이소룡 역.
- 김태정 - 1985년 영화 《특명 어벤저》에서 주인공 커트 맥키니를 지도하는 이소룡의 유령 역.
- 거룡 - 1977년 영화 《최후의 정무문》에서 역.
- 진국곤 - 이소룡 전문 배우. 2008년 중국 드라마 《이소룡 전기》, 2010년 중국 영화, 엽문4 《절권지혼》[16]
- 제이슨 스콧 리 - 1993년 영화 드래곤에서 이소룡 역.
- 장대언 - 2008년 영화 엽문 2에서 소년 이소룡 역.
- 마이크 모 - 2019년 영화 원스 어폰 어 타임... 인 할리우드에서 샤론 테이트의 과외 선생인 이소룡 역.

## 같이 보기
- 한국이소룡기념사업회
- 절권도
- 쌍절곤